# Чарли Дин
Чарли Дин (настоящее имя Матуш Кахль) — чешский порноактёр и эротическая модель.

## Биография
Родился 6 декабря 1993 года в Либереце.
В порно снимается с 2013 года. Бисексуал, участвует в сценах секса как с женщинами, так и с мужчинами.
В 2019 году получил свою первую награду AVN. Известен также под псевдонимами: Андреас Ратто, Чарльз, Чарльз Дин, Джейс Рид, Марек Проходил, Мэтти, Мэтти Уайлди, Михаил.

## Награды и номинации

### AVN Awards
2019
- Номинация: Лучшая зарубежная сцена анального секса, Double Anal Addicts (2018)
- Победа: Лучшая зарубежная сцена анального секса, Prisonniere (2017)
- Номинация: Лучшая зарубежная сцена группового секса, Private Specials 212: Amateur Football Fun (2018)
- Номинация: Иностранный исполнитель-мужчина года

2020
- Номинация: Лучшая зарубежная сцена группового секса, Lucy, la Nouvelle Secretaire (2018)
- Номинация: Иностранный исполнитель-мужчина года

2021
- Номинация: Лучшая зарубежная сцена межполового секса, Sybil 4 You (2019)
- Номинация: Лучшая зарубежная сцена группового секса, Alexis 4 You (2020)
- Номинация: Лучшая сцена группового секса, Gangbang Devils (2020)
- Номинация: Иностранный исполнитель-мужчина года

2022
- Номинация: Лучшая зарубежная сцена группового секса, Indecente 4: Sybil (2020)
- Номинация: Иностранный исполнитель-мужчина года

2023
- Номинация: Иностранный исполнитель-мужчина года

### GayVN Awards
2019
- Номинация: Лучшая сцена бисексуального секса, Bi Surprise 3 (2018)

### XBIZ Award
2020
- Номинация: Иностранный исполнитель-мужчина года

### XBIZ Europa Award
2019
- Номинация: Исполнитель-мужчина года
- Номинация: Иностранный исполнитель-мужчина года

2020
- Номинация: Лучшая сцена секса — гламкор, Educating Clea (2018)
- Номинация: Лучшая сцена секса — гламкор, Escorte de luxe 5: Henessy et Cherry (2018)
- Номинация: Лучшая сцена секса — гламкор, Indecente 2: Clea (2019)
- Номинация: Лучшая сцена секса — гонзо, Dames of DP (2019)
- Номинация: Лучшая сцена секса — гонзо, Outdoor DP Experience (2018)

2021
- Номинация: Лучшая сцена секса — гламкор, Sea, Sex and Sun (2020)
- Номинация: Лучшая сцена секса — гламкор, Threesome Anal Temptations 3 (2020)
- Номинация: Исполнитель-мужчина года